# Oliver Drexler
Oliver Drexler war mehrfacher Weltmeister von 1987 bis 1993. Seit dem 3. Juni 2005 ist er als Präsident der SpoChan Deutschland und gehört dem Präsidium als Vizepräsident an. Damit ist Drexler für die Verbreitung des Sports Chanbara in Deutschland zuständig.
Er ist Träger des 5. Dan im Taekwondo. Außerdem gehören Chanbara, Karate, Kickboxen und Kimoodo zu seinem Repertoire.

## Wettkämpfe
- 1987: Weltmeister im Kickboxen (WAKO)[4]
- 1993: Weltmeister im Kickboxen (WAKO)[4]

## Sportschule
Oliver Drexler eröffnete 1990 in Gau-Odernheim und 2003 in Alzey seine Kampfsportcenter Drexler.